# Porta Sant'Agata

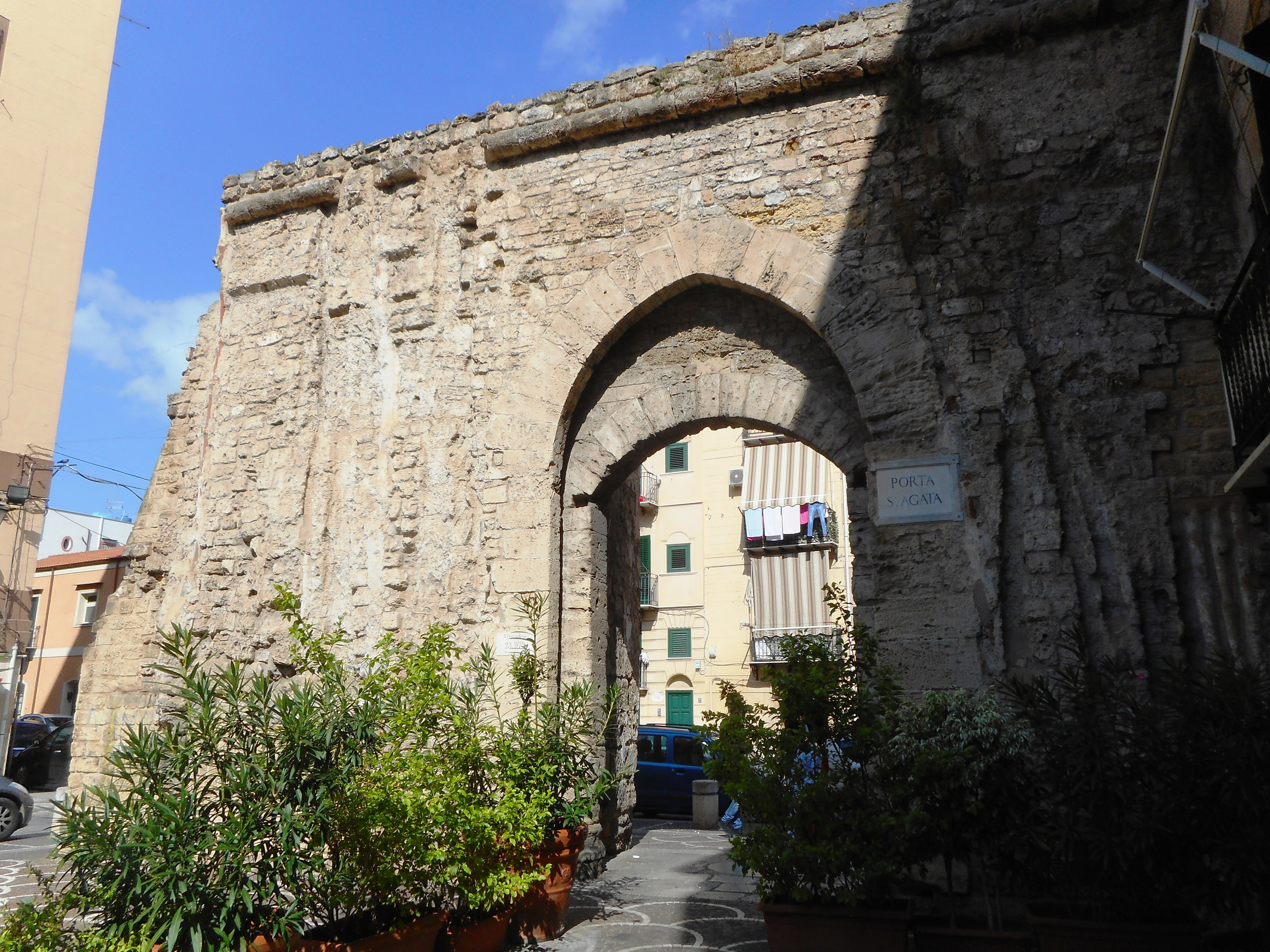
Porta Sant'Agata.

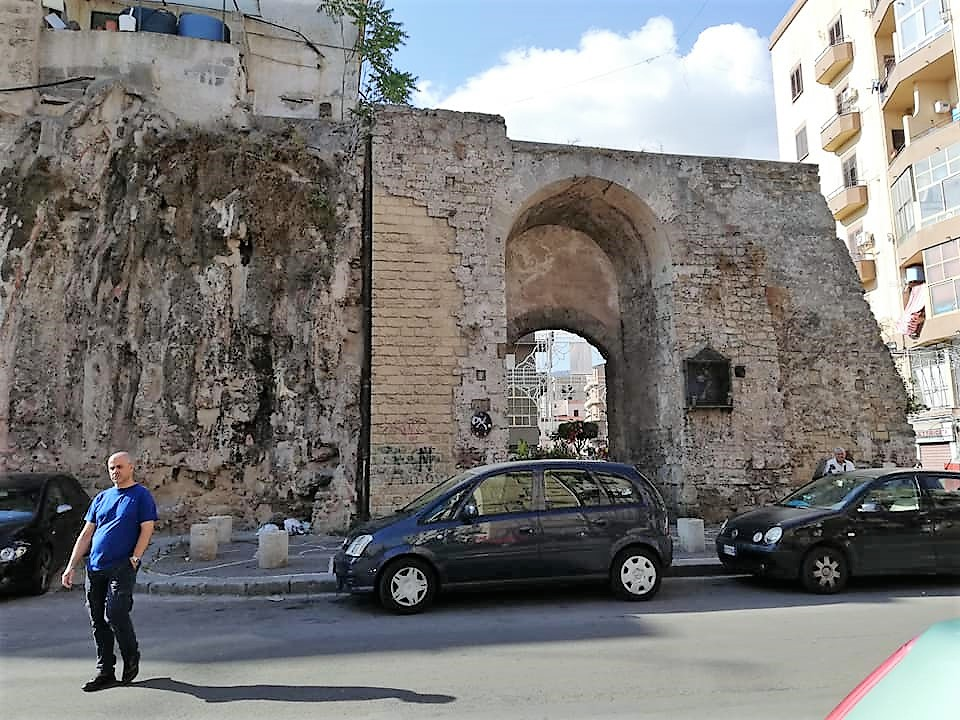
Prospetto interno piazza del Carminello.

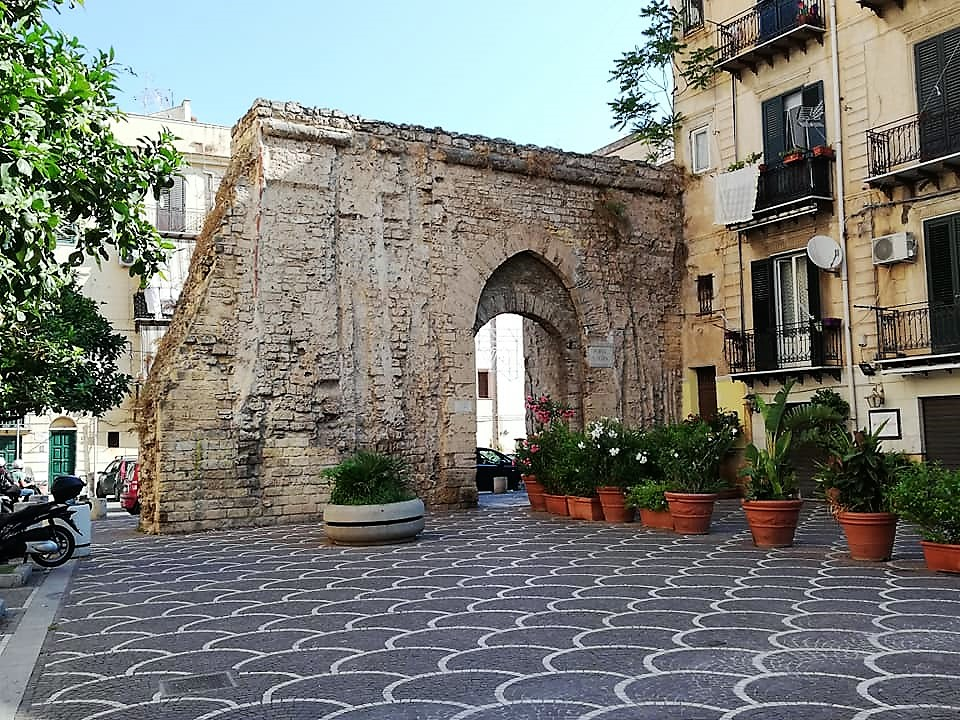
Prospetto esterno verso corso Tukory.

Porta Sant'Agata è una porta storica di Palermo.

## Storia
La porta nasce in periodo normanno e il nome deriva dalla limitrofa chiesa di Sant'Agata la Pedata, in onore di Sant'Agata. La porta ha subìto un recente restauro nel 1983 che l'ha resa più visibile anche grazie all'allargamento della piazza antistante. Costituisce una delle più antiche testimonianze della cinta muraria medievale. Il Di Giovanni, nella Topografia di Palermo, precisa che da nessun documento risulta che sia stata rifatta o trasformata e che, anche quando, dopo la lunga Guerra del Vespro, le vicine mura vennero restaurate, pare che la porta non abbia subìto alcuna trasformazione. Sono scomparsi un affresco raffigurante la Madonna del Carmine, dipinto nello spazio tra i due archi, e le figure di due angeli che si trovavano nelle lunette.
È probabile che la porta sia stata chiamata col nome della Santa per la vicinanza dell'omonima chiesa che sorge lungo la via del Vespro.
Da quel luogo, infatti, secondo la tradizione, all'inizio del 251, la giovane catanese, che si era rifugiata a Palermo nel quartiere Guilla per sfuggire alle persecuzioni, dovette passare per uscire dalla città e tornare a Catania (motivo per cui è la patrona dei catanesi e da loro onorata con solenni festeggiamenti). In quel punto, si sarebbe fermata per allacciarsi un calzare, lasciando l'impronta del piede su un sasso. E qui la folla cittadina fece costruire una chiesa detta Sant'Agata de petra o Sant'Agata la pedata: chiesa certamente molto antica, anche se non se ne conosce con precisione l'origine. La porta comunque risulta già citata in alcuni atti di vendita del 1275, 1279 e in un lascito testamentario del 1324. Da Porta Sant'Agata il 31 marzo 1282 uscì il popolo palermitano per andare a festeggiare i Vespri, e dalla stessa porta rientrò la moltitudine agitata, insorta contro gli Angioini con quella sommossa conosciuta col nome di Vespri Siciliani.
C'è una storia o leggenda riferita dal Farello, che ha come protagonista un coraggioso cavaliere normanno. Nel 1071, anno della cessazione del dominio arabo, durante l'assedio dei Palermo, gli Arabi, che tenevano solamente il capoluogo, si sentivano tanto sicuri da beffeggiare dall'alto delle mura le truppe capitanate da Ruggero e Roberto il Guiscardo, e tenevano addirittura aperte le porte urbane. Mentre si combatteva, un cavaliere normanno, vedendo Porta Sant'Agata aperta, spronato il cavallo, entrò con grand'impeto nella città uccidendo con la lancia un saraceno che era a guardia della porta; gli altri saraceni chiusero la porta per prenderlo ma egli, spronando fortemente il suo cavallo, riuscì ad arrivare all'altra porta e uscì fuori ritornando salvo nel campo.
L'architettura della Porta è molto antica, anche se non è facile affermare che essa sia quella originaria del periodo normanno. La Porta è composta da pietre a intaglio con due archi, uno più sporgente che termina a punta, l'altro più dentro al vano della porta che è tondeggiante. Si nota l'influenza della fiorita cultura araba e bizantina nella ricercata eleganza degli archi, nel taglio della pietra e nell'effetto chiaroscurale dosato, dovuto alle sporgenze di alcune strutture rispetto ad altre più incassate, e infine negli affreschi che, contrastando col colore della pietra tufacea, assumevano toni molto raffinati.

## Struttura
Si tratta di una porta a unico fornice con arco ogivale esterno, il quale è definito da grossi conci di pietra; la parte interna invece è ad arco ribassato. Alta 28 palmi per 20 di larghezza, il passaggio è alto 17 palmi e largo 9. Gli affreschi che la decoravano in origine sono ormai scomparsi. La Porta è inserita all'interno della mura medievali, di cui è rimasta ancora traccia. Recentemente, con il restauro, la piazza antistante è stata adeguata e risistemata e migliorata esteticamente.